# Вейверите, София Мотиевна
София Мотиевна Вейверите (13 октября 1926, дер. Науятриобяй близ Каунаса, Литва — 23 февраля 2009, Вильнюс) — литовская и советская художница, профессор живописи; заслуженный художник Литовской ССР (1974), народный художник Литовской ССР (1976); лауреатка Государственной премии СССР (1981), дважды лауреатка Государственной премии Литовской ССР (1973 и 1974).

## Биография
Училась в Каунасской гимназии. Окончила Каунасский институт декоративно-прикладного искусства, где изучала монументальную живопись под руководством Стасиса Ушинскаса. В 1957 году была принята Союз художников Литовской ССР.
В 1948 году, ещё до окончания учёбы, была приглашена преподавать живопись в Каунасском художественном институте. С 1952 года преподавала рисование в Государственном художественном институте в Вильнюсе, позже вела отделение художественного текстиля, а с 1968 года преподавала курс фресок и мозаики. Внесла значительный вклад в формировании в республике молодой школы фресковой живописи. Преподавательская работа на отделении монументальной живописи явилась закономерным этапом внутреннего развития художницы, автора крупных станковых полотен, всегда привлекающих эпической масштабностью сюжета, монументальностью и лаконизмом живописных приемов.
С 1978 года художница занималась станковой живописью. С 1966 года — доцент, с 1982 года — профессор.

## Творчество
Фрескистка. Автор произведений монументального, выразительного, крупномасштабного, многофункционального дизайна, тонких комбинаций тонов и полутонов. Портретистка, в работах которой отражается влияние старых мастеров (XVI—XVII веков), в деталях прослеживается стилизация под портрет ренессанса и барокко.
Несколько её работ находятся в Третьяковской галерее и в Музее изобразительных искусств имени Пушкина, в Софийской национальной галерее (Болгария), в Литовском музее театра, музыки и кино и других музеях Литвы, частных коллекциях.

## Избранные работы
- «Отдых» (1965)
- «Сталь» (1969)
- «Портрет Аугустинаса Савицкаса» (1968)
- «Наши хирурги» (1974)
- «Портрет девушки» (1990)

## Награды
- 1971 — премия Всесоюзной художественной выставки в Москве.
- 1972 — Первая премия Балтийской биеннале.
- 1973 — Государственная премия Литовской ССР.
- 1974 — Заслуженный художник Литовской ССР.
- 1974 — Государственная премия Литовской ССР.
- 1976 — Народный художник Литовской ССР.
- 1981 — Государственная премия СССР.
- 1981 — Серебряная медаль Академии художеств СССР за картину «Молодая семья».
- 1981 — Прибалтийская первая трехгодичная премия.
- 1984 — Международная книжная биеннале Югославии (Тузла).
- 1986 — Орден Дружбы народов.
- 1996 — Командорский крест ордена Великого князя Литовского Гядиминаса.
- 2004 — Орден Белой звезды 5 класса (Эстония)[2].
- 2006 — 1-я Премия в конкурсе рисунков.
- 2006 — Премия П. Александравичюса.
- 2009 — Премия Правительства Литовской Республики в области культуры.